# Opłata interchange
Opłata interchange – opłata uiszczana z tytułu transakcji bezpośrednio lub pośrednio (np. za pośrednictwem osoby trzeciej) pomiędzy wydawcą a agentem rozliczeniowym zaangażowanymi w transakcję płatniczą realizowaną w oparciu o kartę płatniczą.
Przebieg przykładowej transakcji dokonanej za pomocą karty płatniczej wygląda następująco:
1. Posiadacz karty – konsument, dokonując płatności za pomocą karty płatniczej u akceptanta, dokonuje obciążenia swojego rachunku bankowego (w przypadku kart debetowych) lub zaciąga kredyt u emitenta (w przypadku kart kredytowych).
2. Emitent przekazuje agentowi rozliczeniowemu kwotę płatności, przy czym pomniejsza ją o opłatę interchange.
3. Z kolei agent rozliczeniowy przelewa akceptantowi kwotę transakcji pomniejszoną o opłatę akceptanta, która składa się z:
  - opłaty interchange,
  - opłaty assessment (przekazywanej do organizacji płatniczej takiej jak np. Visa, Mastercard/Europay),
  - marży agenta rozliczeniowego.

Całość opłaty, o którą pomniejsza się kwotę transakcji przelewaną akceptantowi, określa się jako Merchant Service Charge. Z formalnego punktu widzenia opłatę interchange uiszcza agent rozliczeniowy, to jednak z ekonomicznego punktu widzenia płaci ją akceptant w ramach opłaty akceptanta, a następnie konsument w postaci ceny towaru.

## Opłaty interchange w Polsce
Ustawa o usługach płatniczych ustala opłatę interchange na maksymalnym poziomie 0,2% wartości transakcji dla operacji wykonanych kartami debetowymi i 0,3% dla operacji kartami kredytowymi.
Limit ten nie dotyczy nowej organizacji kartowej w okresie pierwszych 3 lat jej działania (pod warunkiem, że nowa organizacja nie jest w grupie z inną, dłużej działającą). Według prawa organizacje kartowe muszą publikować na swoich stronach internetowe informacje o stawkach opłat stanowiących ich przychody.